# Lệnh thư
Lệnh thư (chữ Hán: 令書) là kiểu viết chữ Hán và chữ Nôm trong thư pháp Việt Nam. Đây là kiểu chữ viết được phát triển lần đầu tiên vào thời Lê trung hưng. Lúc đầu sử dụng chủ yếu làm sắc lệnh chính thức của hoàng đế và các quan chức trong triều đình.  Nhưng sau đó lại được sử dụng rộng rãi trên khắp Việt Nam. Chữ viết này không tìm thấy ở bất kỳ quốc gia nào khác cũng sử dụng chữ Hán như Trung Quốc, Hàn Quốc, và Nhật Bản.

## Đặc trưng
Chữ viết này được xác định bởi các móc hướng lên sắc nét khác biệt. Nó có các nét được hợp nhất tương tự như kiểu chữ Thảo. Mặc dù chữ viết đã được hợp nhất các nét và viết nhanh chóng nhưng vẫn dễ đọc như chữ Khải. Phạm Đình Hổ viết trong tiểu luận Vũ trung tùy bút (雨中隨筆), chữ Lệnh thư bắt chước kiểu chữ Thảo 𡨸草, được miêu tả là bắt chước chuyển động của một màn múa kiếm. Nhưng chữ Lệnh thư dưới đây có những thay đổi trong đó các nét được viết trôi chảy bằng những dấu móc đặc biệt. Ông giải thích thêm rằng có vẻ như chữ viết cũng phát triển những ảnh hưởng từ chữ Thảo và các chữ viết khác được sử dụng truyền thống trong thư pháp Trung Quốc.

## Lịch sử
Chữ viết xuất hiện lần đầu tiên vào thời Lê trung hưng. Dưới thời Quang Hưng 光興 (Lê Thế Tông), Phạm Đình Hổ cũng miêu tả chữ viết thời đó (1599) khoa trương hơn với các nhân vật mang hình dáng 'đầu cong, chân quẹo'.

## Hình ảnh

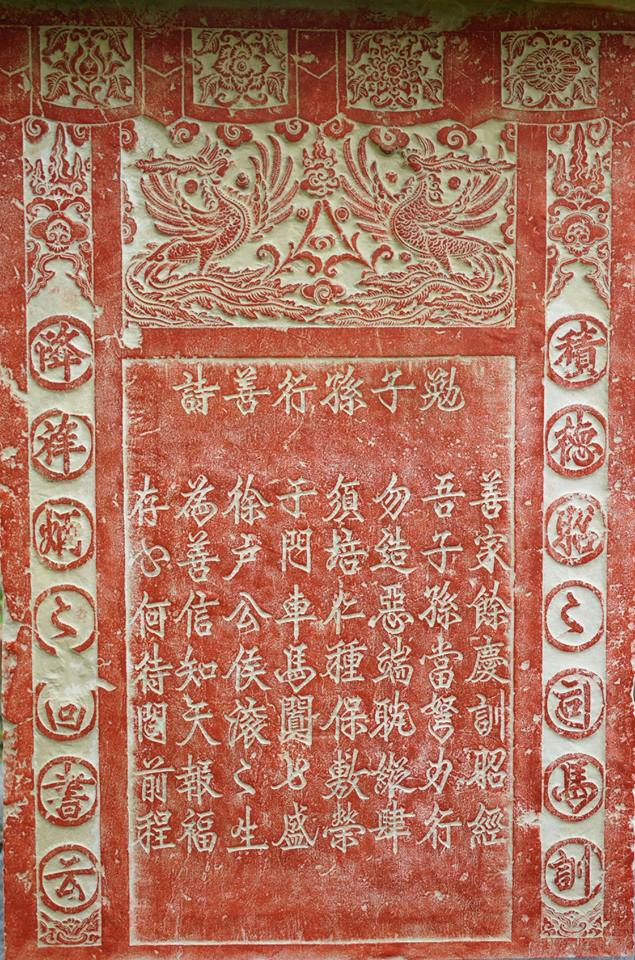
Văn bia Miễn tử tôn hành thiện thi (勉子孫行善詩)
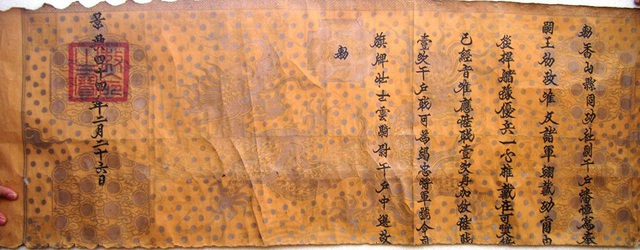
Sắc phong Cảnh Hưng 景興.
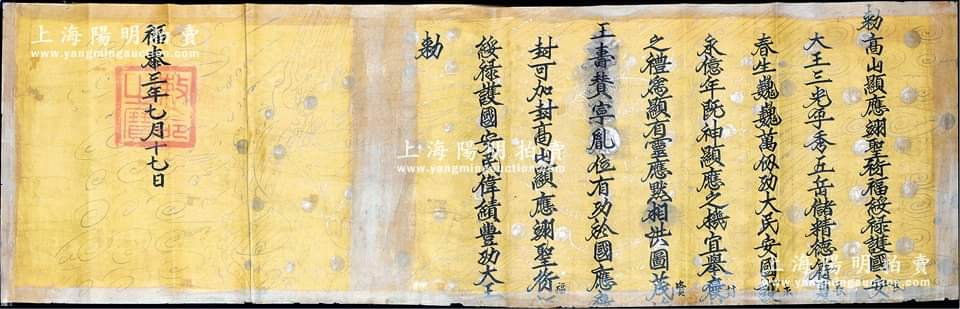
Sắc phong Phúc Thái 福泰.
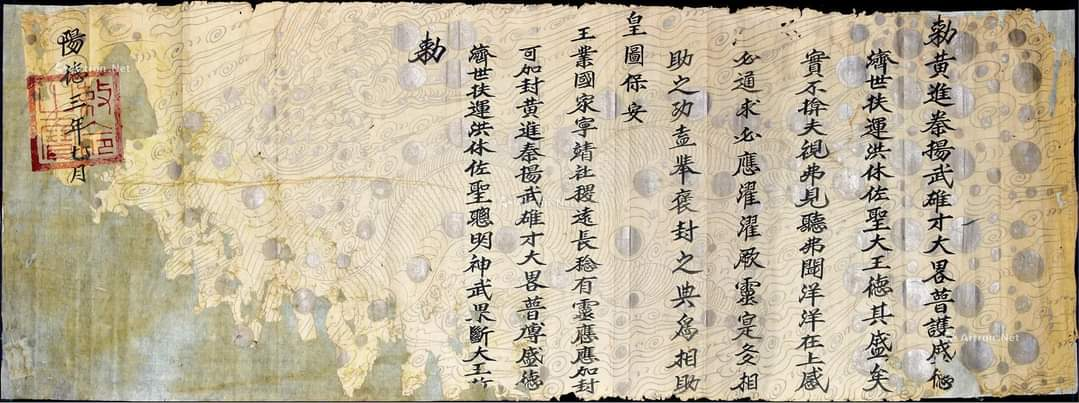
Sắc phong Dương Đức 陽德.
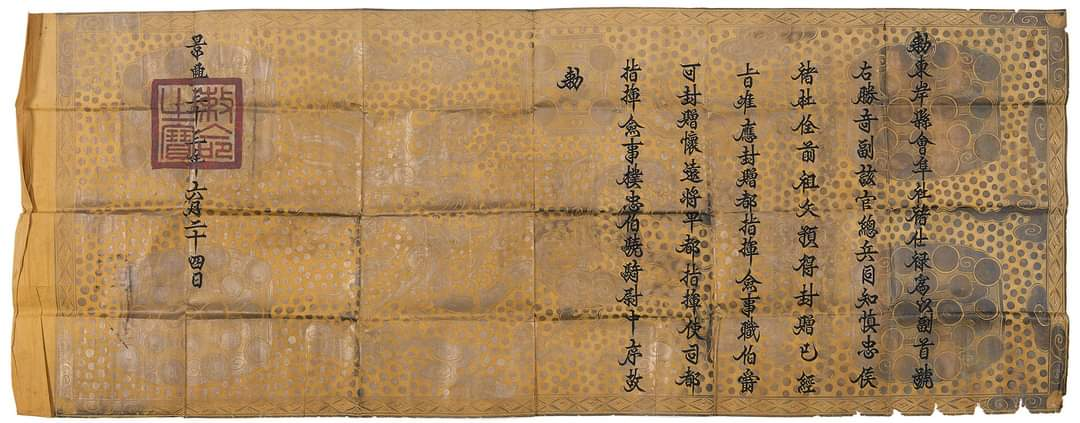
Sắc phong Cảnh Hưng 景興.
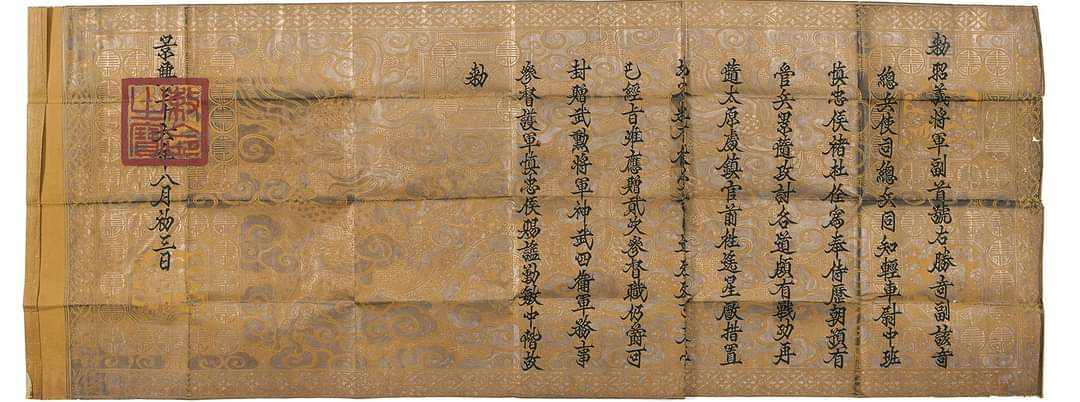
Sắc phong Cảnh Hưng 景興.
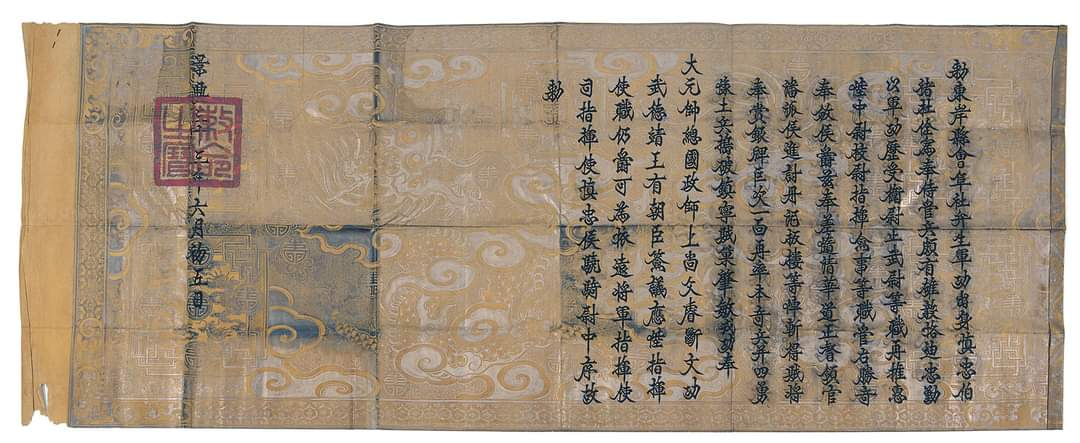
Sắc phong Cảnh Hưng 景興.
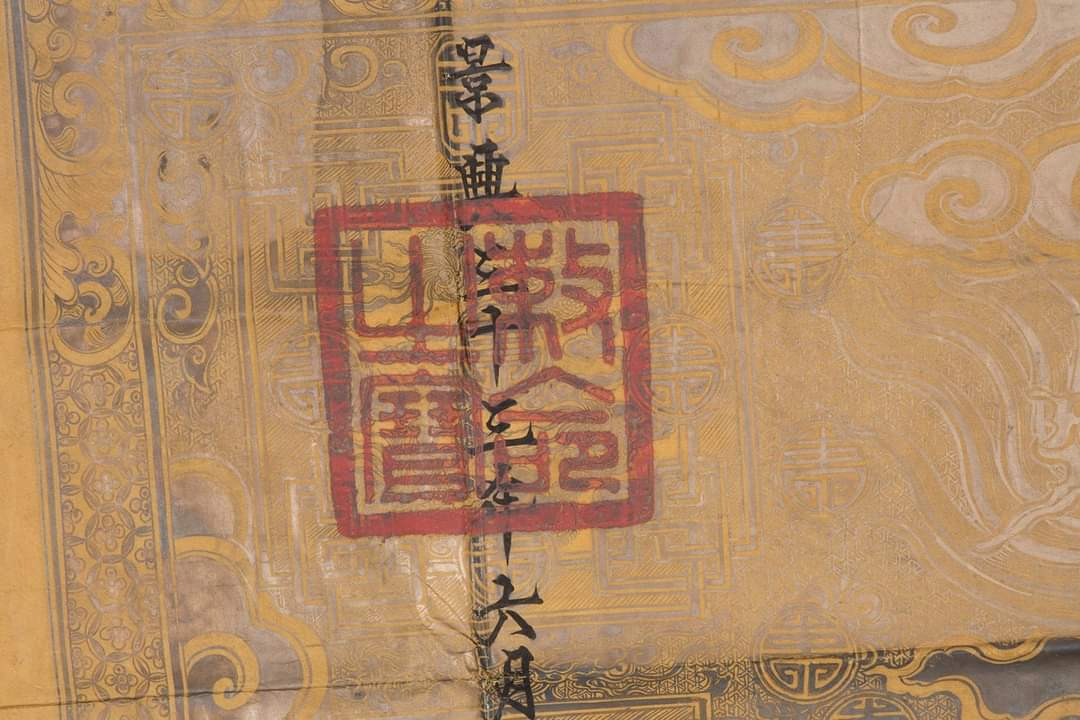
Sắc phong Cảnh Hưng 景興.
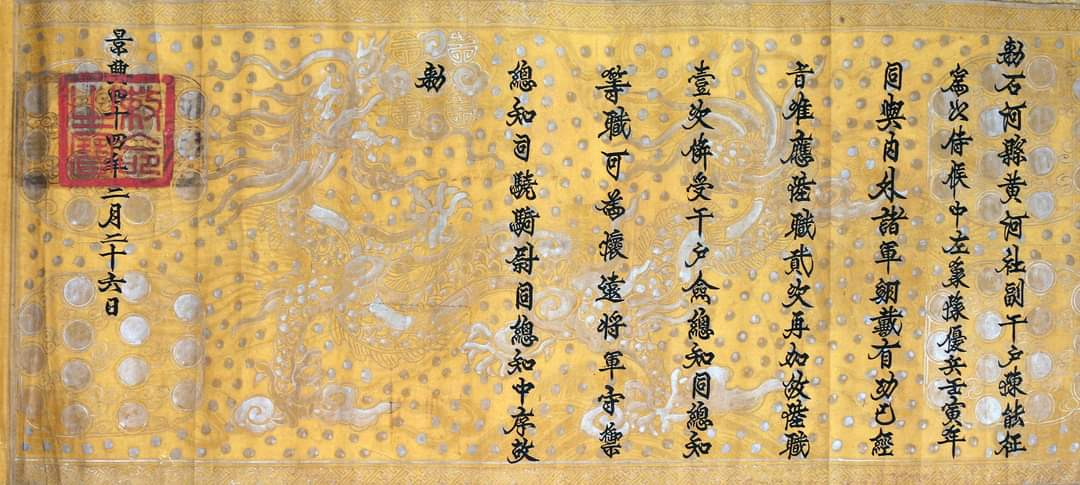
Sắc phong Cảnh Hưng 景興.
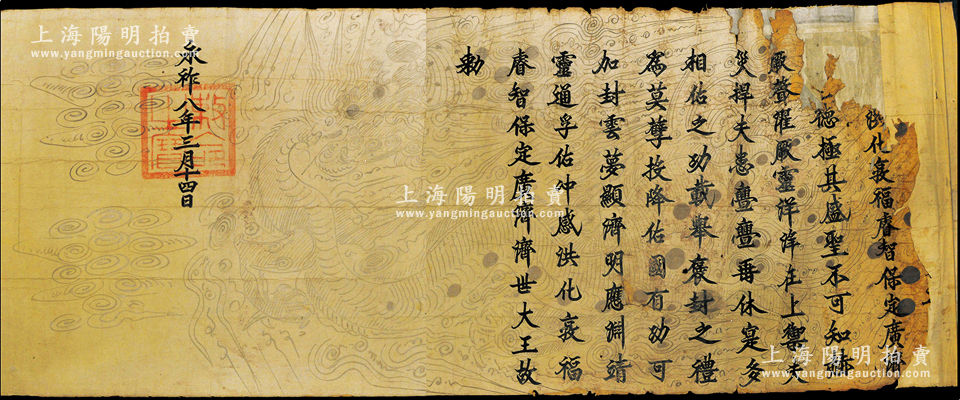
Sắc phong Vĩnh Tộ 永祚.
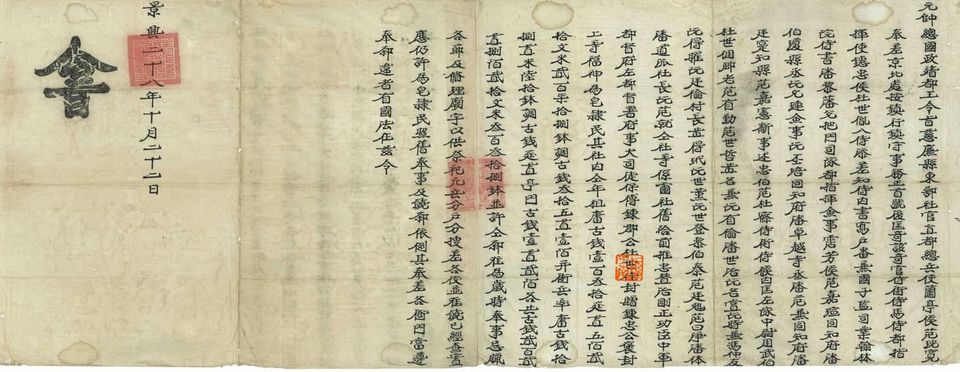
Thư của Trịnh Sâm 鄭森 ra nhà Tây Sơn. Viết bằng Lệnh thư.
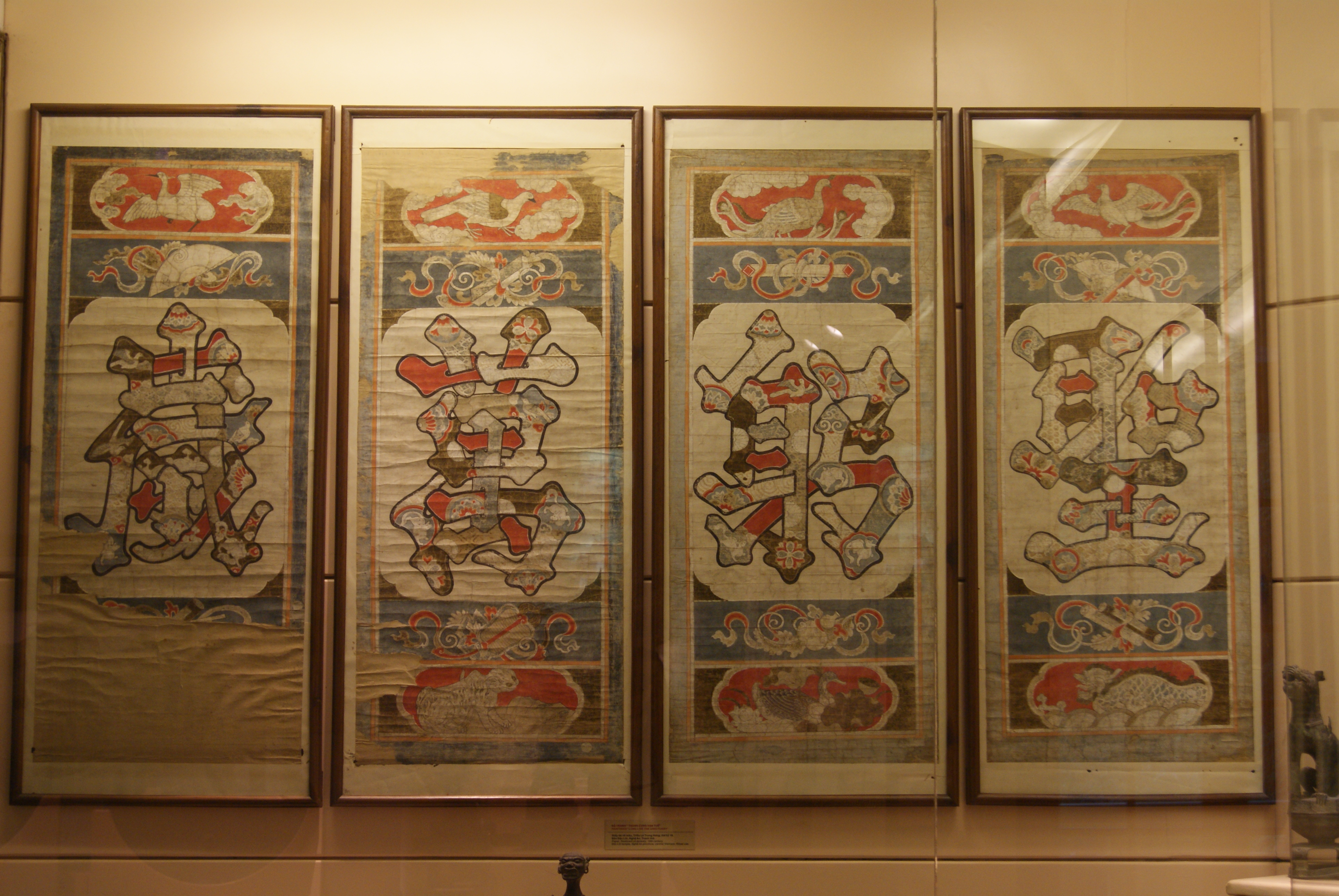
Tranh với chữ "聖躬萬歲" (Thánh cung vạn tuế) Viết bằng Lệnh thu.
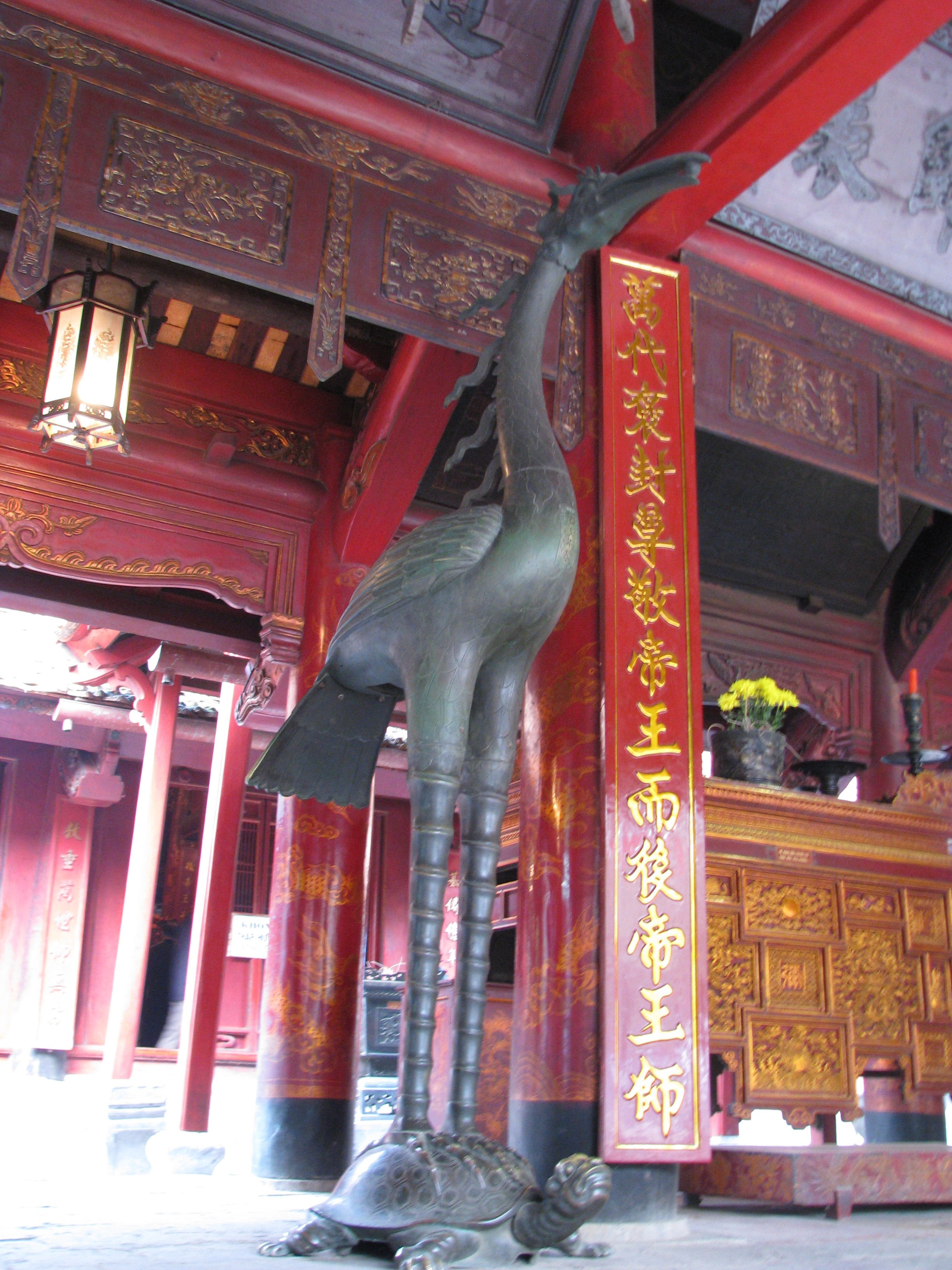
Câu đối ở trong Văn Miếu viết bằng Lệnh thư.
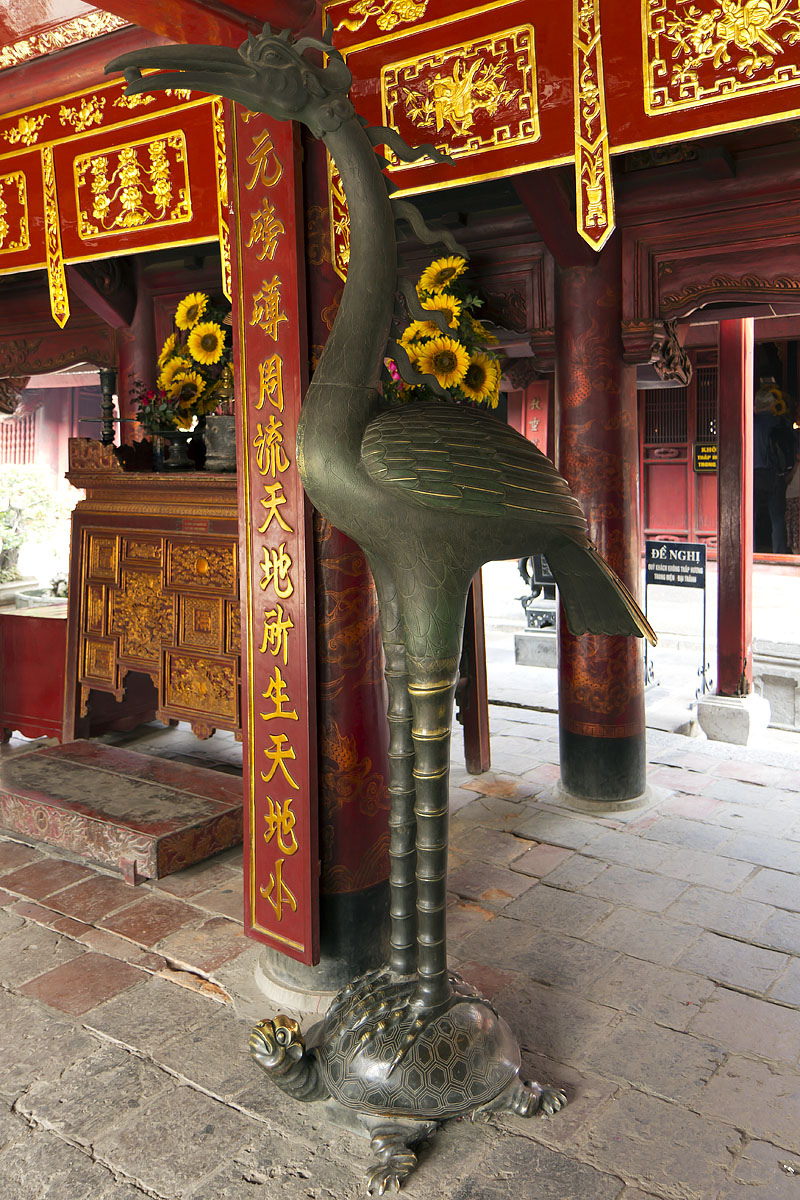
Câu đối ở trong Văn Miếu viết bằng Lệnh thư.
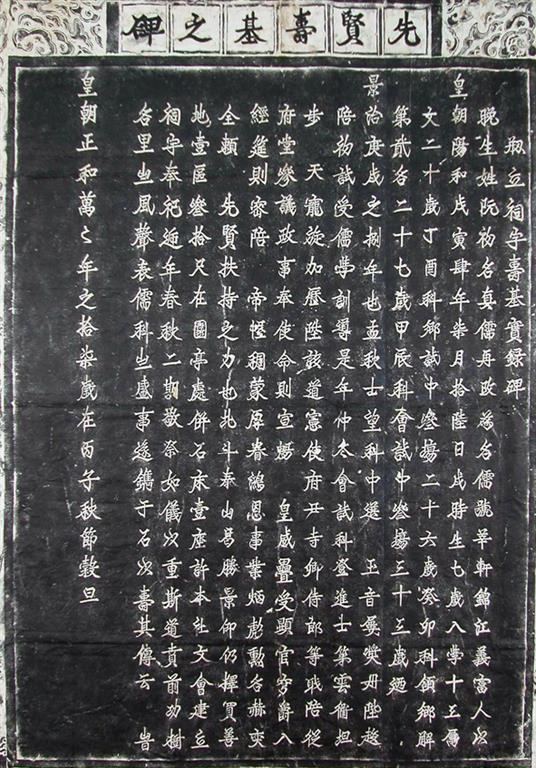
Văn bia viết bằng Lệnh thư.
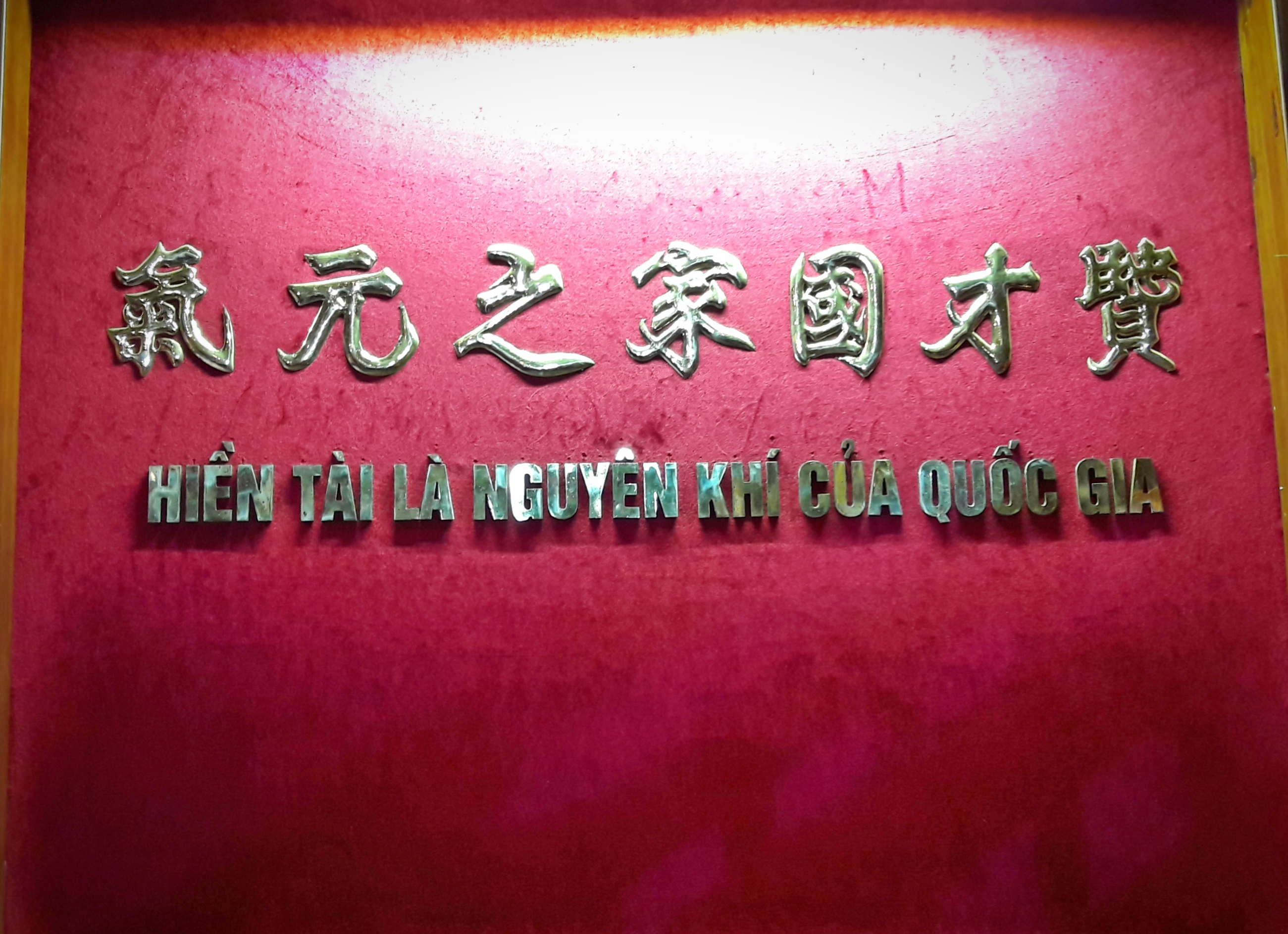
Câu của Thân Nhân Trung viết bằng Lệnh thư (賢才國家之元氣; Hiền tài quốc gia chi nguyên khí).